# FC TVMK Tallinn
FC TVMK Tallinn was een Estse voetbalclub uit de hoofdstad Tallinn.
De club werd in 1951 opgericht. In 1990 en 1991 werd TVMK kampioen van de SSR Estland en in 1991 ook bekerwinnaar. Na de onafhankelijkheid van Estland in 1992 veranderde het van naam in TVMV Tallinn. In de noodcompetitie, welke in het eerste halfjaar van 1992 werd gespeeld eindigde het als derde in de play-offgroep voor het kampioenschap van Estland. Voor de competitie van 1992/93 werd de club, meer het eerste elftal, overgenomen door de firma Nikol en speelde twee seizoenen onder de naam Nikol Tallinn waarna die club herbenoemd werd naar FC Lantana Tallinn. In het seizoen 1995/96, het seizoen dat Lantana kampioen werd, speelde TVMK onder de naam Tevalte-Marlekor voor het eerst weer in de Meistriliiga, in het seizoen 1996/97 onder de naam FC Marlekor om vanaf 1997 weer als TVMK verder te gaan.
TVMK speelde tussen 1995 en 2008 dertien seizoenen in de Meistriliiga. Sinds het seizoen 2002/03 kon de club zich elk jaar voor Europees voetbal plaatsen maar werd wel telkens in de eerste ronde uitgeschakeld. In deze jaren werd de Estse beker in 2003 en 2006 gewonnen en in 2005 werd TVMK landskampioen. In 2008 eindigde TVMK als tiende in de competitie en degradeerde rechtstreeks naar de Esiliiga. Hierna ging de club failliet.

## Erelijst
- Kampioen SSR Estland

1990, 1991
- Bekerwinnaar SSR Estland

1991
- Landskampioen

2005
- Beker van Estland

Winnaar: 2003, 2006
Finalist: 2004, 2005, 2007
- Estische supercup

Winnaar: 2005, 2006
Finalist: 2003

## Eindklasseringen 2000-2008
| 3 |

| 2 |

| 3 |

| 3 |

| 2 |

| 1 |

| 4 |

| 3 |

| 3 |

| Meistriliiga |

| Meistriliiga |

## In Europa
#Q = #voorronde, #R = #ronde, T/U = Thuis/Uit, W = Wedstrijd, PUC = punten UEFA coëfficiënten .
Uitslagen vanuit gezichtspunt TVMK
| Seizoen | Competitie       | Ronde | Land                | Club             | Totaalscore | 1e W    | 2e W    | PUC |
| ------- | ---------------- | ----- | ------------------- | ---------------- | ----------- | ------- | ------- | --- |
| 2001    | Intertoto Cup    | Q     | Vlag van Israël     | Hapoel Haifa     | 0-5         | 0-2 (U) | 0-3 (T) | 0.0 |
| 2002/03 | UEFA Cup         | Q     | Vlag van Georgië    | Dinamo Tbilisi   | 1-5         | 1-4 (U) | 0-1 (T) | 0.0 |
| 2003/04 | UEFA Cup         | Q     | Vlag van Denemarken | Odense BK        | 1-4         | 1-1 (U) | 0-3 (T) | 0.5 |
| 2004/05 | UEFA Cup         | 1Q    | Vlag van IJsland    | ÍA Akranes       | 3-6         | 2-4 (U) | 1-2 (T) | 0.0 |
| 2005/06 | UEFA Cup         | 1Q    | Vlag van Finland    | MyPa             | 1-2         | 1-1 (T) | 0-1 (U) | 0.5 |
| 2006/07 | Champions League | 1Q    | Vlag van IJsland    | FH Hafnarfjörður | 3-4         | 2-3 (T) | 1-1 (U) | 0.5 |
| 2007    | Intertoto Cup    | 1R    | Vlag van Finland    | Honka Espoo      | 2-4         | 0-0 (U) | 2-4 (T) | 0.0 |
| 2008/09 | UEFA Cup         | 1Q    | Vlag van Denemarken | FC Nordsjælland  | 0-8         | 0-3 (T) | 0-5 (U) | 0.0 |

Totaal aantal punten voor UEFA coëfficiënten: 1.5

## Bekende (oud-)spelers
- Aivar Anniste
- Kert Haavistu
- Erko Saviauk
- Andrei Stepanov

## Trainer-coaches
- Sergej Joeran